# Ленинаул (Ногайский район)
Ленинаул — село (аул) в Ногайском районе Дагестана. Центр Арсланбекского сельсовета.

## География
Расположено к северо-востоку от районного центра Терекли-Мектеб.
Ближайшие населённые пункты: на юго-западе — сёла Калининаул и Нариман.

## Население
| 1970 | 1989 | 2002 | 2010 | 2021 |
| ---- | ---- | ---- | ---- | ---- |
| 458  | ↗507 | ↗519 | ↗540 | ↘419 |

По данным переписи населения 2002 года, численность населения села составила 519 жителей, в том числе 97 % — ногайцы.